# Shrek Super Party
Shrek Super Party es un videojuego basado en la película Shrek que se produjo en 2002. Está disponible para las consolas de PlayStation 2, GameCube y XBOX

## Personajes jugables
- Shrek
- Fiona
- Donkey ("Asno"/"Burro")
- Lord Farquaad
- Thelonius
- Monsieur Hood

## Jugabilidad
El objetivo del juego Shrek Super Party va a ser de un jugador que consiga un cierto número de "Precious Drops". Este número puede ser programado en la "configuración del juego", en el menú de inicio del juego como algo entre 200 y 800 en intervalos de 100. Las gotas se pueden recoger a través de lo que coincide con error o por llegar a "Realm Caches".
Cada jugador elige un reino para atravesar hacia un "Realm Caches". El juego se desarrolla a lo largo de un modelo de juego de mesa, con cada jugador que se convierte en movimiento los espacios a lo largo de las rutas hacia el "Realm Cache".
El movimiento de los jugadores es determinada por un juego de pelota más de una cuadrícula de tres por tres números, con cada una de las plazas numeradas correspondientes a un número diferente de los espacios que el jugador se mueve hacia delante: 1-9. Cada cuadrado también da lugar a un resultado diferente.
Los resultados posibles son:
- Epic Battle
- Daring Duel
- Lose Drops
- Gain Drops
- Magic Mirror - (sólo aparece una vez en el reino)
- Boots - (sólo aparece una vez en el reino)
- Magic Portal - (sólo aparece una vez en el reino)
- Pixie Dust - (sólo aparece una vez en el reino)
- Short Cut - (sólo aparece una vez en el reino)
- Final Realm Cache

### Mini-juegos
- The Keep
- The Windmill
- The Swamp
- The Castle
- The Farm